# Boga-portuguesa
A boga-portuguesa (Iberochondrostoma lusitanicum) é uma espécie de peixe actinopterígeo da família Cyprinidae.
Apenas pode ser encontrada em Portugal onde ocorre principalmente nas bacias hidrográficas do norte e centro do país, estando a sua distribuição limitada a sul pela bacia hidrográfica do Sado. A Boga é uma espécie quase restrita ao centro-oeste da Península Ibérica, sendo em Portugal muito vulgar. No centro e sul até à bacia do Sado também chamada de Boga de boca direita.Na Albufeira do Caia, junto à localidade de Arronches, encontra-se um dos maiores e mais importantes viveiros naturais desta espécie.
Vive habitualmente em locais de água com alguma corrente e pode apresentar medidas até um máximo de cerca de 30 centímetros e um peso que normalmente não ultrapassa as 400/500 gramas.
É uma espécie com uma longevidade à volta dos 10 anos e torna-se adulta aos 2/3 anos de idade.
A sua alimentação baseia-se em invertebrados, particularmente de moluscos, larvas de insectos e ainda de vegetais, em especial de pequenas algas.
A Boga efectua migrações logo no início da Primavera para executar a desova a montante dos cursos de água corrente com pouca profundidade e de fundos de areia e cascalho, onde cada fêmea deposita entre 1.000 e 7.000 ovos. Durante a reprodução os machos apresentam minúsculos tubérculos nupciais por todo o corpo.